# Zonitoschema iranica
Zonitoschema iranica – gatunek chrząszcza z rodziny oleicowatych i podrodziny Nemognathinae.
Gatunek ten opisany został w 1959 roku przez Zoltána Kaszaba.
Chrząszcz o całym wierzchu ciała ubarwionym żółtobrązowo. Punktowanie głowy i przedplecza jest u niego głębokie i gęste, a ich powierzchnie nie tak błyszczące jak u Z. rubricolor. W widoku bocznym narządy gębowe są znacznie krótsze niż puszka głowowa. Czułki mają dwa początkowe człony ubarwione żółto. Przedplecze jest dłuższe niż szerokie, o nieco rozszerzonych pośrodku bokach, co odróżnia je od pokrewnego Z. oculatissima. Wszystkie szczecinki porastające powierzchnię pokryw mają jasny kolor. Odnóża cechują zaczernione wierzchołkowe ćwiartki ud.
Owad znany tylko z Czadu, Sudanu, izraelskiego Negewu, Omanu, Arabii Saudyjskiej, Zjednoczonych Emiratów Arabskich i południowego wybrzeża Iranu.